# Metropolia di Kaliningrad
La metropolia di Kaliningrad (in russo Калининградская митрополия?) è una delle province ecclesiastiche che costituiscono la Chiesa ortodossa russa.
Istituita dal Santo Sinodo il 21 ottobre 2016, comprende l'intera oblast' di Kaliningrad nel circondario federale nordoccidentale.
È costituita da due eparchie:
- Eparchia di Kaliningrad
- Eparchia di Černjachovsk

Sede della metropolia è la città di Kaliningrad, il cui vescovo ha il titolo di "Metropolita di Kaliningrad e del Baltico".